# Anyphops longipedatus
Espèce
Synonymes
- Selenops longipes Lawrence, 1940 nec Petrunkevitch, 1930
- Selenops longipedata Roewer, 1955

Anyphops longipedatus est une espèce d'araignées aranéomorphes de la famille des Selenopidae.

## Distribution
Cette espèce est endémique d'Afrique du Sud. Elle se rencontre au Gauteng et au Nord-Ouest.

## Description
La femelle holotype mesure 9,5 mm.

## Publications originales
- Roewer, 1955 :  Katalog der Araneae von 1758 bis 1940, bzw. 1954. Bruxelles, vol. 2, p. 1-1751.
- Lawrence, 1940 :  The genus Selenops (Araneae) in South Africa. Annals of the South African Museum, vol. 32, p. 555-608 (texte intégral).